# Nanoek (mythologie)
In de Inuitmythologie was Nanoek (letterlijk: "ijsbeer") de meester van de beren. Het was een jachtgod. Dat hield in dat hij bepaalde of jagers succes verdienden bij het zoeken van en jagen op beren, en hij bestrafte overtredingen van taboes. Het begrip Nanoek werd bekend door de documentaire uit 1922 Nanook of the North.
De Inuit geloofden dat Nanoek, de ijsbeer, sterk was en macht had, ze dachten dat het "bijna een man" was. De Inuit waren gewoon hem te vereren omdat ze dachten dat hij uitmaakte of jagers succes zouden hebben. "In het verleden aten de Inuit ijsbeervlees en gebruikten de vacht om warme broeken te maken voor de mannen en kamiks (zachte laarzen) voor vrouwen". Aan Nanoek werd respect betoond door een berenhuid gedurende enkele dagen in een apart gedeelte van de iglo op te hangen. Ze boden de geest van de beer wapens en ander jachtgerei aan als het een mannetje was geweest, en een naaidoos en schrapers (om vet van de huid te schrapen) als het een vrouwtje was. De bevolking geloofde dat ijsberen toestonden dat ze gedood werden om de zielen van die objecten te verkrijgen, die ze vervolgens konden meenemen naar het hiernamaals. Volgens legende zou een ijsbeer, die door de jager goed werd behandeld, dit bericht doorgeven aan andere beren zodat die ook bereid werden door deze jager te worden gedood. Beren zouden uit de buurt blijven van jagers die geen respect toonden.